# 741 v.Chr.
Het jaar 741 v.Chr. is een jaartal volgens de christelijke jaartelling.

## Gebeurtenissen

### Assyrië
- Koning Tiglath-Pileser III laat in Palestina, Syrië, en het koninkrijk Urartu deportaties uitvoeren.